# Old Woodstock
Old Woodstock är en ort i civil parish Woodstock, i distriktet West Oxfordshire, i grevskapet Oxfordshire, i England. Old Woodstock var en civil parish 1894–1974 när blev den en del av Woodstock. Civil parish hade 312 invånare år 1931.